# Scopula seras
Scopula seras là một loài bướm đêm trong họ Geometridae.